# 劳拉·科尔斯
劳拉·科尔斯（英語：Laura Coles，1987年4月22日—），澳大利亚女子射击运动员。她曾代表澳大利亚参加2014年英联邦运动会射击比赛，获得一枚金牌。她也曾参加2020年夏季奥林匹克运动会。